# 第101師團
第101师团（だいひゃくいちしだん）是大日本帝國陸軍特設师团之一。採常備師團的四四制編制。

## 組織沿革
1937年（昭和12年）7月，中国抗日战争爆发后，日本既有的18個步兵師團總規模不足支應多戰線運用，日軍隨即開始在國內動員增兵；第一批增編的部隊稱「特設師團」，它們的編制維持與既有的步兵師相同之2旅、4聯隊編成，部隊編組有些甚至自常備部隊抽調。但為了區隔屬性，單位編號是從同師管區的單位上加100，該批特設師團共增設8個步兵師團（101、104、106、108、109、110、114、116）。
第101師團是第一批增編之特設師團，在1937年9月成立，由在日本留守的留守第1师团負責整訓；成軍後依據上海派遣軍司令官松井石根大将的要求，與第9師團、第13师团一同增援中國大陸上海战线。淞滬會戰後，並未被編配入追擊部隊行列；在12月南京保衛戰之際擔任在追擊部隊的側翼掩護，沿揚子江西進，在镇江市渡河至長江对岸，攻佔揚州鞏固出海口。
1938年（昭和13年）2月14日，第101師團編入中支那派遣军作戰序列参加徐州会战。
1938年7月4日，隸屬第11軍，参加武汉会战和南昌會戰；1938年下半年的兩場會戰讓101師團蒙受不小的損失。1938年万家岭战役中，在8月23日與第三十七军团长兼第二十五军长王敬久军团及52师冷欣作戰之際折損部分騎兵與炮兵部隊；在隘口、黄塘埔一线，被第二十八军团长兼第66軍軍長叶肇率159師、預備师2个师包围日軍第101联队，消滅步兵3千余人；在牛毛尖、钵盂山留守的日軍辎重兵第101联队、工兵第101联隊，則被同屬國民革命軍第六十六軍之160師（師長华振中少将）伏擊，日軍第101联队、第103联队及其大中小隊徹底消失，全军覆没。後因第27師團支援，師團大部分兵力才成功脫離包圍圈。
1939年（昭和14年）11月7日殘餘兵力復員，番號虛空保留。
1940年（昭和15年）2月25日番號编制撤销。

## 师团概要
- 上級部隊：上海派遣軍 - 中支那派遣军 - 第11軍

## 兵员及军官
- 伊東政喜 预备役中将：1937年（昭和12年）9月3日 - 1938年（昭和13年）11月9日，参谋长西山福太郎大佐。
- 齐藤弥平太 中将：1938年（昭和13年）11月9日 - 1940年（昭和15年）2月25日

## 師團所屬部隊（編成時）
- 步兵第101旅团：佐藤正三郎少将
  - 步兵第101联队（東京）：饭冢国五郎大佐 （1938.9.3 于江西德安阵亡）
  - 步兵第149联队（甲府）：津田辰參大佐
- 步兵第102旅团：工藤义雄少将
  - 步兵第103联队 （東京）：長谷川幸造 大佐 （1938.9.29 于江西阵亡）
  - 步兵第157联队 （佐倉）：福井浩太郎大佐
- 骑兵第101大队：大島久忠大佐
- 野炮兵第101联队：山田秀之助中佐
- 工兵第101联隊：八隅錦三郎大佐
- 辎重兵第101联队：鳥海勝雄中佐
- 師團通信隊
- 卫生队：第1至第4野战医院